# Dora de Iturriaga
Dora de Iturriaga (Buenos Aires, 10 de marzo de 1907 - ibidem, 4 de julio de 1996), fue una compositora de tango argentina que desarrolló su carrera entre la décadas de 1920 y 1930.  

## Biografía
Dora de Iturriaga nació en el barrio de Palermo, en la ciudad de Buenos Aires, el 10 de marzo de 1907. Fue la menor de 18 hermanos de la pareja compuesta por Román de Iturriaga y López, quien era periodista, y Laurentina Arroyo, una ama de casa.
Se crio en una familia en la cual la música tenía una importante influencia. Varios de sus hermanas y hermanos mayores tocaban piano y guitarra, muchos de ellos eran apasionados del tango, género musical que en ese momento vivía un auge en Buenos Aires. Es así como de joven sueña con conocer a Carlos Gardel, lo que logra gracias a su hermano Aníbal de Iturriaga, quien lo conocía.

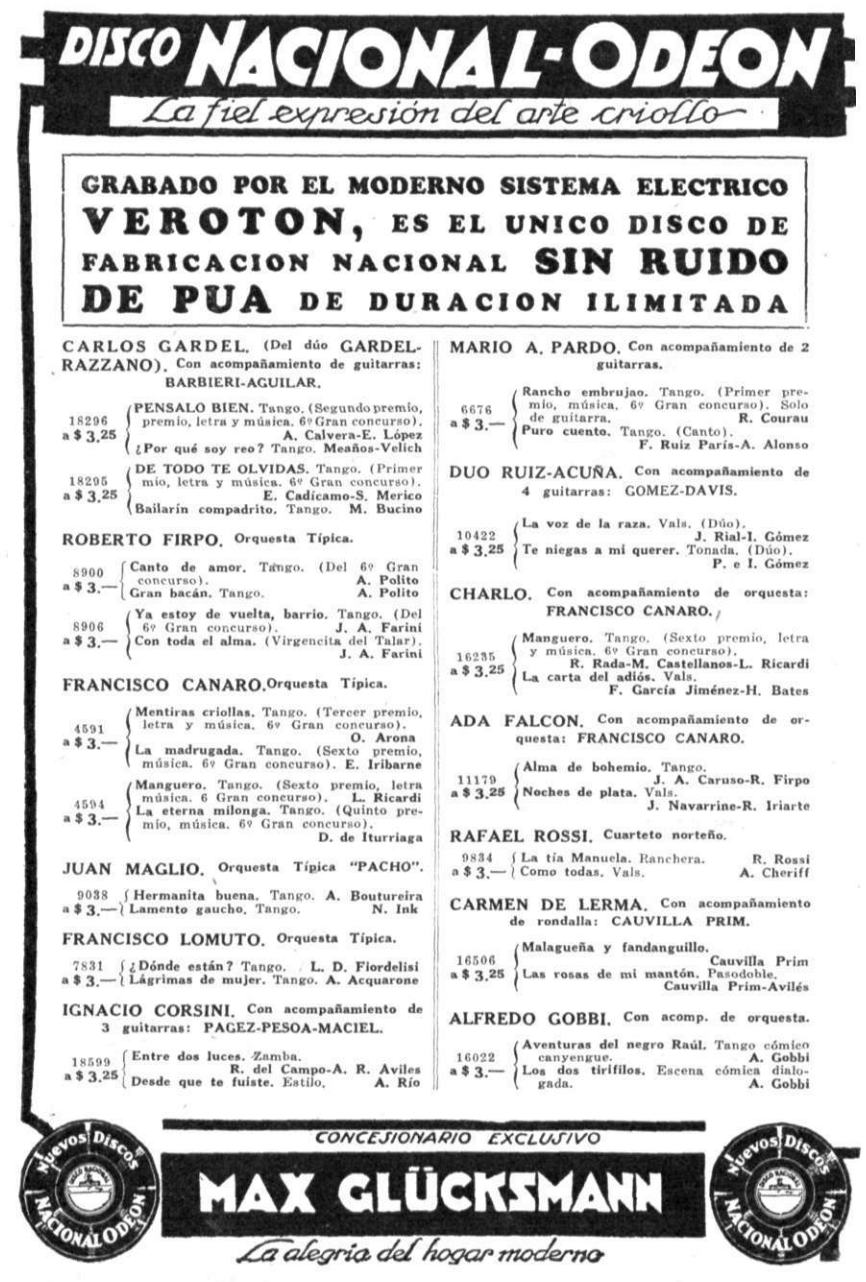
Propaganda de la compañía de discos Odeon, en el que figura el tema "La eterna milonga", compuesto por Dora de Iturriaga y grabado por la Francisco Canaro y su orquesta típica.

Su hermano Aníbal la impulsó y animó a tocar el piano, lo que le permitió componer varios temas juntos o ella en solitario; aunque muchos de esos registros no han sobrevivido. Junto con Aníbal, compusieron el tango instrumental “El rasgueo”, que ganó el primer puesto en el 5º concurso de Max Glücksmann desarrollado en el año 1928 en la categoría de versiones no cantadas. Entre los jurados de este concurso se hallaban destacados compositores de tangos y escritores como, Francisco Canaro, Francisco Lomuto, Max Glücksmann y Leopoldo Marechal. Este tema fue grabado por Canaro y su orquesta típica el 3 de septiembre de 1928 en la compañía Odeon, aunque ni en la placa ni en las discografías aparece el nombre de Dora de Iturriaga como compositora.
Como compositora solista compuso, con solo 20 años, el tango instrumental “Qué le importa” que fuera grabado también por Francisco Camaro en dos oportunidades, el 25 de septiembre y el 3 de diciembre de 1928; aunque en la etiqueta del disco figure incorrectamente que es obra de su hermano Aníbal de Iturriaga. Al año siguiente compuso el tango "La eterna milonga", el cual fue presentado en los concursos de Max Glücksmann obteniendo el quinto puesto, una posición muy importante. Este tema fue grabado por la orquesta del maestro Roberto Firpo 18 de octubre de 1929. Es probable que haya compuesto más temas de tango, especialmente junto con su hermano Aníbal, aunque los mismos no estén debidamente acreditados.
También era bailarina de tango, ambiente en el cual realizó muchos amigos, como Azucena Maizani, Francisco Canaro, Roberto Firpo y Julio De Caro. Incluso trabó amistad con Carlos Gardel, a quien le llevó flores hasta muchos años después de su trágica muerte.
Se casó con Pedro Vicente Thorp, en marzo de 1933, con quien tuvo un hijo. La muerte de su hermano Aníbal el 30 de septiembre de 1943, y su madre poco antes, hizo que tuviera que abandonar la actividad artística, aunque siguió tocando el piano en reuniones familiares. Falleció el 4 de julio de 1996 en Buenos Aires.